# Азинии
Ази́нии (лат. Asinii) — римский плебейский род, предположительно, марруцинского происхождения. Основателем данной родовой общины традиционно считают Герия Азиния (Ассиния), одного из вождей италиков времён Союзнической войны 91—88 до н. э.
Мужская форма имени — Азиний (Asinius).

## Известные носители
- Гай Азиний Поллион (ум. 4/5), римский полководец, государственный деятель, оратор, писатель, драматург, литературный критик, историк, консул 40 до н. э.;
- Азиний Дентон (ум. ноябрь 51 до н. э.), старший центурион манипулы в армии проконсула Кальпурния Бибула. Погиб у подножия Амана в стычках с местным населением[1];
- Гай Азиний Галл, консул 8 года до н.э.;
- Гай Азиний Поллион, консул 23 года;
- Марк Азиний Агриппа, консул 25 года;
- Сервий Азиний Целер, консул-суффект 38 года;
- Марк Азиний Марцелл, консул 54 года;
- Луций Азиний Поллион Веррукоз, консул 81 года;
- Марк Азиний Атратин, консул 89 года;
- Марк Азиний Марцелл, консул 104 года;
- Гай Азиний Лепид Претекстат, консул 242 года;
- Гай Азиний Квадрат, историк III века;
- Гай Азиний Квадрат Протим, проконсул Ахайи в 220 году;
- Гай Азиний Никомах Юлиан, проконсул Азии в 225—230 годах.